# Limnephilus martynovi
Limnephilus martynovi är en nattsländeart som beskrevs av Kumanski 1994. Limnephilus martynovi ingår i släktet Limnephilus och familjen husmasknattsländor. Inga underarter finns listade i Catalogue of Life.